# 胡家玉
胡家玉（1808年—1886年），原名胡鈺，字小蘧，號夢輿老人，江西新建縣联圩乡人。清朝官員。

## 生平
道光二十一年（1841年）辛丑恩科高中一甲第三名進士（探花），授翰林院编修。歷任貴州學政、刑部主事、員外郎、郎中，數次充任軍機章京，歷升鴻臚寺少卿、通政司副使、光祿寺卿、太常寺卿、大理寺卿。同治五年（1866年），以左副都御史在軍機大臣上學習行走。七月，遷兵部左侍郎。十二月，被曾國荃參劾受湖廣總督官文餽金，免直。
十年，遷吏部左侍郎。十一年，授左都御史。同年，疏劾江西巡撫劉坤一，反被參積欠漕糧，且屢貽書干預地方事。詔兩斥之，胡家玉降五級調用。光緒五年（1879年），補通政使司參議，次年因病離職，卒於南昌寄廬 。

## 家族
曾孙胡先驌为植物學家。

## 外部連結
- 胡家玉 （页面存档备份，存于） 資料連結